# Roy Beerens
Roy Johannes Henricus Beerens (Bladel, 22 dicembre 1987) è un ex calciatore olandese, di ruolo attaccante.

## Carriera

### Club
Beerens debutta in Eredivisie con il PSV, con il quale rimane dal 2005 fino al gennaio 2007, giocando in tutto una decina di partite segnando 1 gol. Nel gennaio 2007 viene ceduto in prestito al NEC Nijmegen dove segna 2 gol in 14 partite. Nell'estate 2007 viene ceduto all'Heerenveen, squadra in cui gioca attualmente, dove ha segnato 19 gol in 82 partite e ha vinto la KNVB beker nel 2008-2009.
Il 16 agosto 2011  passa all'AZ Alkmaar per una cifra di 1.600.000 di € con un contratto valido fino al 2015.

### Nazionale
Nel 2007 Beerens è stato convocato da Foppe de Haan il campionato europeo U21 svoltosi nei Paesi Bassi.
Nella prima fase ha giocato la partita contro il Portogallo (2-1) valsa all'Olanda l'accesso alle semifinali e la qualificazione alle Olimpiadi del 2008. Nella semifinale vinta per 13-12 dopo ben 32 calci di rigore contro l'Inghilterra Beerens è entrato in campo nel secondo tempo e ha realizzato entrambi i rigori che ha battuto. L'Olanda ha poi vinto il titolo battendo 4-1 la Serbia in finale.
Beerens ha partecipato alle Olimpiadi del 2008 con la nazionale olimpica olandese.

## Palmarès

### Club
- Coppa dei Paesi Bassi: 2

Heerenveen: 2008-2009
AZ Alkmaar: 2012-2013

### Nazionale
- Campionato d'Europa Under-21: 1

2007